# LA MIX
LA MIX es una plataforma privada de radio por internet de contenido especializado y segmentado, cada cadena dirige su atención en actividades de la vida diaria del usuario, todas tienen presencia en las principales tiendas de aplicaciones móviles: Android, Apple, BlackBerry. Su sede central está en Venezuela, fundada por Beto Briceño el 28 de septiembre de 2008 inició con una señal matriz que emite títulos de música dance, posteriormente se expandiría con siete señales más incluyendo una en frecuencia modulada. El contenido especializado difundido es dedicado al público de habla hispana en Estados Unidos e Hispanoamérica.

## Las Señales
- LA MIX FIT: Dedicada a emitir contenido en orientación especializada Fitness en todas sus variantes. Musicalmente emite Salsa, Merengue, Latino House,. Cuenta con profesionales que enfocados en orientar a seguidores en manejo de alimentación sana y rutinas de ejercicios y vigilar su avance.
- LA MIX HITSTORY: Especializada en hits de la Década de los 80 y 90 en estilo Rock-Pop, se configura como radio musical.
- LA MIX CLUBBING: Señal especializada en el mundo del DJ, Clubs y casas discográficas y festivales de música electrónica emitiendo títulos musicales en versiones extendidas que no son emitidos en las otras señales.
- LA MIX COMEDY: Dedicada al Stand up comedy con talento latinoamericano, musicalmente emite soundtracks de películas de esa índole así como hits Rock-Pop en español, Funk,
- LA MIX URBANA: Dedicada a la difusión de cultura hispana en todas sus variantes. Musicalmente su fórmula la encabeza el Reguetón, Bachata con sus principales figuras. Promueve eventos e impulso de talentos de la comunidad en Estados Unidos.
- LA MIX CHIC: Señal dedicada a la mujer, Moda, Belleza entre otras variantes, su fórmula musical la encabeza el Eurodance, Pop electrónico, Lounge Relax, entre otros.
- LA MIX FM: Emisora en Frecuencia Modulada de la red que retransmite el los contenidos de las otras cadenas.
- LA MIX: Es la cadena de origen, con fórmula musical Dance Top 40.

- Datos: Q19712033